# Ягідне (Самарівський район)
Я́гідне — село в Україні, в Піщанській сільській громаді Самарівського району Дніпропетровської області. Населення за переписом 2001 року становить 312 осіб.

## Географія

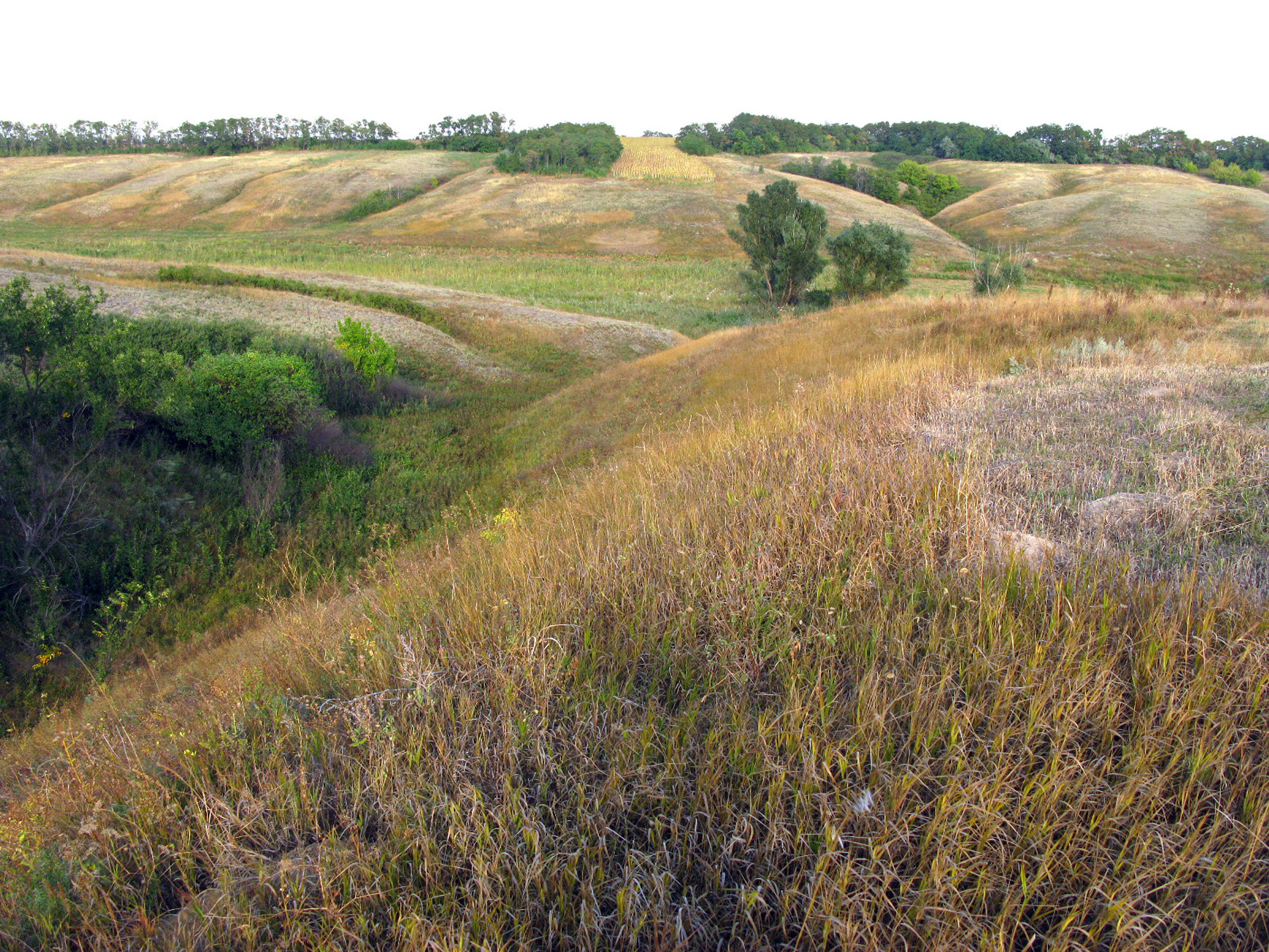
Краєвиди поруч з селом в Балці Ягідна

Село Ягідне знаходиться за 3 км від лівого берега річки Татарка. По селу протікає пересихаючий струмок, вище за течією якого примикає село Лозуватка (Синельниківський район). Поруч проходить автомобільна дорога М18 (E105).

## Населення

### Мова
Розподіл населення за рідною мовою за даними перепису 2001 року:
| Мова       | Кількість | Відсоток |
| ---------- | --------- | -------- |
| українська | 310       | 99.36%   |
| російська  | 2         | 0.64%    |
| Усього     | 312       | 100%     |

## Пам'ятки
Поблизу села знаходиться ботанічний заказник місцевого значення Балка Ягідна.

## Уродженці
- Костюченко Леонід Михайлович (* 1955) — український політик, громадський діяч.